# Міська рада Крайстчерча
Міська рада Крайстчерча (англ. Christchurch City Council) — є органом місцевого самоврядування Крайстчерча в Новій Зеландії. Це територіальний орган влади, обраний представляти 392,100 жителів Крайстчерча. З жовтня 2013 року мером Крайстчерча є Ліан Далзіл, яка змінила на цій посаді Боба Паркера. Рада наразі складається з 16 радників, обраних із шістнадцяти округів, і очолює її міський голова, який обирається на повну посаду шляхом виборів. Кількість обраних членів і межі приходу змінилися до виборів 2016 року.

## Історія
В результаті реформ місцевого самоврядування 1989 року 1 листопада 1989 року міська рада Крайстчерча взяла на себе функції колишньої міської ради Крайстчерча, ради округу Хіткот, ради району Ріккартон. 6 березня 2006 року окружна рада півострова Бенкс об'єдналася з міською радою Крайстчерча.
Радник Яні Йохансон з 2010 року проводив кампанію для трансляції засідань ради в прямому ефірі для більшої прозорості. Хоча технологію було встановлено задовго до місцевих виборів у 2013 році, її почали використовувати лише після зміни мера.

## Вибори
Рада обирається кожні три роки з використанням мажоритарної системи голосування. Голосування проводиться поштою. На останніх виборах у 2016 році явка склала 38,3 % проти 42,9 % і 52,2 % у 2013 і 2010 роках відповідно.
До місцевих виборів 2004 року в Крайстчерчі було 24 члени ради. На тих виборах кількість радників зменшилася вдвічі до 12 . Для цілей виборів Крайстчерч був розділений на шість округів з 2004 року та сім округів після об'єднання з півостровом Бенкс у 2006 році. Кожна шість столичних округів обрала по два радники, а решта радників було обрано від малонаселеного району півострова Бенкс. За результатами перевірки представництва комісії місцевого самоврядування у 2016 році було 16 округів, у кожному районі обрано по одному депутату.

## Члени ради

### 2019–тепер
Склад ради на 2019—2022 роки:
| Підопічний / роль                     | Радник(и) |
| ------------------------------------- | --- |
| Міський голова                        | Ліан Далзіел (Найкраще для Крайстчерча)                                                                                 |
| Бенкс Пенінсула Ворд / заступник мера | Ендрю Тернер (Народний вибір)                                                                                           |
| Виборчий округ Бервуд                 | Філ Могер (незалежний)                                                                                                  |
| Виборчий округ Кашемір                | Тім Скандретт (незалежний)                                                                                              |
| Центральна палата                     | Джейк Маклеллан (" Праця ")                                                                                             |
| Берегова палата                       | Джеймс Деніелс (Your Vote — Your Voice Independent) — до червня 2021 року Селеста Донован (незалежна; з жовтня 2021 р.) |
| Фендалтон Ворд                        | Джеймс Гоф (ICitz — Незалежні громадяни)                                                                                |
| Холсвелл Ворд                         | Енн Геллоуей («Вибір народу»)                                                                                           |
| Гаревуд Ворд                          | Аарон Кеоун (незалежний)                                                                                                |
| Хіткот Ворд                           | Сара Темплтон (Сильна спільнота: здорове довкілля)                                                                      |
| Хорнбі Ворд                           | Джиммі Чен (The People's Choice — Labour)                                                                               |
| Іннес Ворд                            | Полін Коттер (The People's Choice)                                                                                      |
| Лінвуд Ворд                           | Яні Йохансон (Вибір народу — Лейбористи)                                                                                |
| Район Папануї                         | Майк Девідсон (незалежний)                                                                                              |
| Ріккартон Ворд                        | Кетрін Чу (ICitz — Незалежні громадяни)                                                                                 |
| Спрейдон Ворд                         | Мелані Кокер (The People's Choice — Labour)                                                                             |
| Ворд Ваймайрі                         | Сем Макдональд (ICitz — Незалежні громадяни)                                                                            |

### Організаційне забезпечення
Управління містом Крайстчерч здійснюється великою командою співробітників Ради. Дійсно, у повсякденному вживанні термін "рада " розширюється, щоб охоплювати не лише мера та радників, а й всю місцеву державну службу. Професійним керівником державної служби є голова виконавчої влади, який призначається Радою за контрактом на строк до п'яти років. Виконавчому директору допомагають вісім генеральних менеджерів, кожен зі своїм власним портфелем.